# Paul&Albert

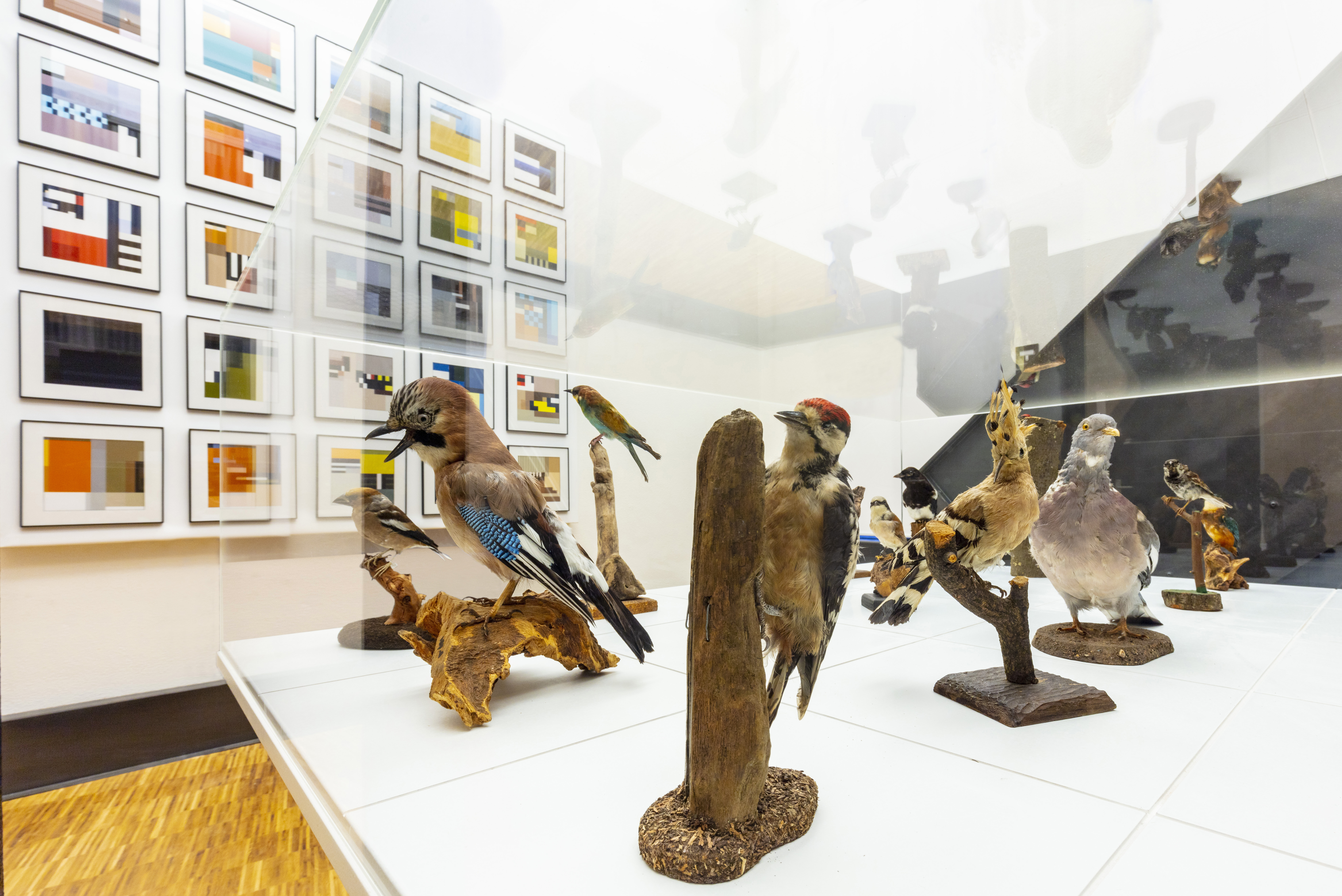
BLOCBIRDS (2017) - Paul&Albert

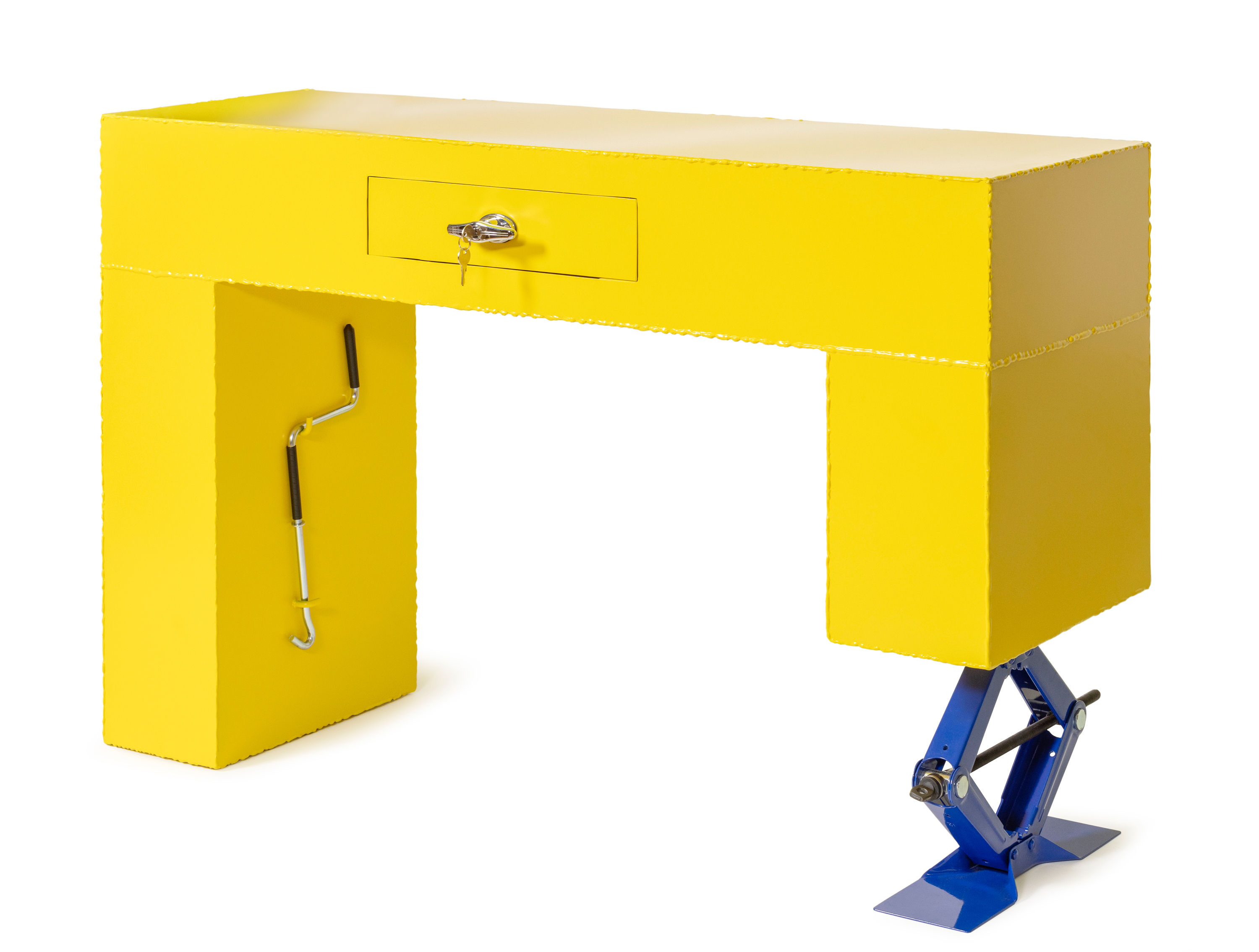
Panne (2023) - Paul&Albert

Paul&Albert is een Nederlands designduo (voorheen bekend als Studio 212 Fahrenheit), bestaande uit Paul Mulder (1979) en Albert Buring (1977).
Het duo is onder meer bekend van het kunstwerk Blocbirds uit 2017, het oorlogsmonument Thuis (2022) en van hun robotkoor CH01R uit 2023. Zij wonnen meerdere designprijzen voor hun werk en exposeerden onder andere in het Natuurhistorisch Museum Rotterdam, Mondriaanhuis, Wallhouse 2, Museum für Kommunikation en tijdens de Dutch Design Week  en de Salone del Mobile in Milaan.

## Kunstwerken (selectie)
- 2017: Blocbirds
- 2018: All eyes on you
- 2020: Personal Square (in opdracht van Kunstpunt Groningen)
- 2021: Loyal (collectie NV Nederlandse Gasunie)
- 2022: Thuis (in opdracht van Synagoge Groningen)
- 2023: CH01R